# Kim Marius Nielsen
Kim Marius Nielsen (* 16. Januar 1986) ist ein ehemaliger dänischer Bahn- und Straßenradrennfahrer.

## Sportliche Laufbahn
Kim Nielsen wurde 2003 dänischer Junioren-Bahnradmeister in der Mannschaftsverfolgung, im Sprint und im 1000-m-Zeitfahren. Im darauf folgenden Jahr konnte er seinen Titel im Sprint verteidigen. Bei der Junioren-Bahnradeuropameisterschaft 2004 gewann er die Silbermedaille im Scratch.
Ab 2005 fuhr Nielsen für das dänische Straßenradsportteam Glud & Marstrand Horsens. Seine ersten Erfolge gelangen ihm bei der Tour of South China Sea, wo er 2007 drei Tagesabschnitte hintereinander gewann. 2008 gewann er jeweils eine Etappe der Istrian Spring Trophy und der Tour de Berlin. 2009 wechselte er zum Team Designa Køkken, beendete aber noch im selben Jahr seine Radsportlaufbahn.

## Erfolge

### Bahn
2003
- Dänischer Junioren-Meister – Mannschaftsverfolgung
- Dänischer Junioren-Meister – Sprint (Junioren)
- Dänischer Junioren-Meister – 1000-m-Zeitfahren

2004
- Junioren-Europameisterschaft – Scratch
- Dänischer Junioren-Meister – Sprint

### Straße
2007
- drei Etappen Tour of South China Sea

2008
- eine Etappe Istrian Spring Trophy
- eine Etappe Tour de Berlin

## Teams
- 2005: Glud & Marstrand Horsens
- 2006: Glud & Marstrand Horsens
- 2007: Glud & Marstrand Horsens
- 2008: Glud & Marstrand Horsens
- 2009: Designa Køkken